# Solvato
Solvato, född 18 maj 2009 i East Windsor i New Jersey, är en amerikansk varmblodig travhäst. Han tränades under slutet av sin karriär av Admir Zukanovic (2016-2017) och körs då av Stefan Söderkvist. Han tränades tidigare av Veijo Heiskanen (2013–2015) och kördes då av Veijo eller Örjan Kihlström. Som två- och treåring tävlade han i Nordamerika och tränades där av Trond Smedshammer.
Solvato började tävla som tvååring 2011. Han sprang under sin karriär in 6,2 miljoner kronor på 66 starter varav 14 segrar. Bland hans främsta meriter räknas segrarna i Pennsylvania Sire Stakes (2012), Olympiatravet (2014), Prix de Bourgogne (2015) och tredjeplatserna i Copenhagen Cup (2014), Oslo Grand Prix (2014), Prix du Bourbonnais (2014). Han deltog i Prix d'Amérique 2015.